# زه ماریا (بازیکن فوتبال، زاده ۱۹۷۳)
خوزه مارسلو فریرا بازیکن فوتبال اهل برزیل است.